# Quezaltepeque
Quezaltepeque är en kommunhuvudort i Guatemala.   Den ligger i departementet Departamento de Chiquimula, i den sydöstra delen av landet, 110 km öster om huvudstaden Guatemala City. Quezaltepeque ligger 654 meter över havet och antalet invånare är 4 126.
Terrängen runt Quezaltepeque är huvudsakligen kuperad, men österut är den bergig. Quezaltepeque ligger nere i en dal. Runt Quezaltepeque är det ganska tätbefolkat, med 90 invånare per kvadratkilometer. Närmaste större samhälle är Esquipulas, 13,0 km sydost om Quezaltepeque. I omgivningarna runt Quezaltepeque växer huvudsakligen savannskog.